# 819

## Události
- únor – Ludvík I. Pobožný se oženil se svou druhou manželkou, Juditou Bavorskou

## Hlavy států
- Papež – Paschal I. (817–824)
- Anglie
  - Wessex – Egbert (802–839)
  - Essex – Sigered (798–825)
  - Mercie – Coenwulf (796–821)

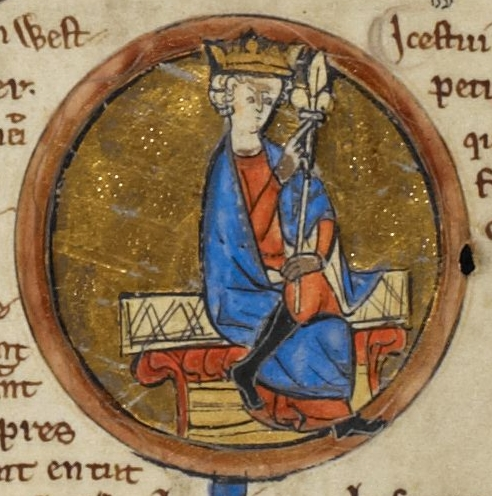
Egbert, král Wessexu

- Franská říše – Ludvík I. Pobožný (814–840) + Lothar I. Franský (817–855)
- Bulharská říše – Omurtag (814/815–831)
- Byzantská říše – Leon V. Arménský (813–820)
- Benátská republika – Angelo Participazio (811–827)
- Abbásovský chalífát – al-Ma'mún (813–833)
- Japonské císařství – Saga (809–823)
- Asturské království – Alfons II. Zdrženlivý (791–842)
- Svatá říše římská – Ludvík I. Pobožný + Lothar I. Franský